# Севрен (Северна Каролина)
Севрен (енгл. Severn) град је у америчкој савезној држави Северна Каролина.

## Демографија
По попису из 2010. године број становника је 276, што је 13 (4,9%) становника више него 2000. године.
| Група             | 2000.       | 2010.       |
| Белци             | 156 (59,3%) | 186 (67,4%) |
| Афроамериканци    | 94 (35,7%)  | 86 (31,2%)  |
| Азијати           | 0 (0,0%)    | 0 (0,0%)    |
| Хиспаноамериканци | 6 (2,3%)    | 4 (1,4%)    |
| Укупно            | 263         | 276         |